# Lycopsis padillai
Lycopsis padillai es una especie extinta de mamífero pariente de los actuales marsupiales que vivió durante el Mioceno temprano en el departamento de la Guajira, Colombia más específicamente en la localidad de Makaraipao en la Formación de Castillestes en América del Sur hace aproximadamente 15 millones de años. El tamaño corporal de esta especie se estima en 22 kg siendo el mamífero depredador más grande encontrado hasta ahora en Sudamérica. El registro de esta especie implica una diversificación dentro del Mioceno temprano; tuvo al menos dos eventos de migración entre los trópicos y las regiones templadas y, en ambos casos, hubo divergencia en nuevas especies en las regiones templadas de América del Sur.

## Descripción
A diferencia de las otras especies de Lycopsis en tamaño (en el rango de L. torresi), es más pequeña que L. longirostrus y más grande que L. viverensis; dentición más grácil; protocono más mesiodistalmente comprimido y más saliente lingualmente y cuenca protocono más profunda.

## Etimología
-Padillai, en reconocimiento a Carlos Bernardo Padilla, miembro fundador del Centro de Investigaciones Paleontológicas, Villa de Leyva, Colombia, y promotor de la paleontología en Colombia.